# The Very Best of The Beach Boys
A The Very Best of The Beach Boys egy Angliában megjelent Beach Boys válogatásalbum. Az album kétlemezes formában jelent meg: The Very Best of The Beach Boys Vol. 1, valamint The Very Best of The Beach Boys Vol.2. A két CD-n összesen 36 szám található. Az elsőn főleg a korai vidám popdalok találhatók, míg a másik lemezen nagyrészt a Pet Sounds utáni korszak komolyabb, érettebb dalai hallhatóak. Az album megpróbált egy átfogó képet adni a zenekar addigi pályafutásáról a kezdetektől a 20/20-ig, amit a brit rajongók meg is háláltak, és a lemez 5. helyen debütált, majd összesen 3 nem egymást követő hetet töltött a lista élén, végül aranylemez lett.

## Számlista

### The Very Best of The Beach Boys Vol. 1
Minden dal Brian Wilson/Mike Love szerzemény kivéve ahol jelölve van.
1. "Surfin' Safari" – 2:05
2. "Surfin' U.S.A." (Brian Wilson/Chuck Berry) – 2:28
3. "Shut Down" (Brian Wilson/Roger Christian) – 1:49
4. "Little Deuce Coupe" (Brian Wilson/Roger Christian) – 1:50
5. "In My Room" (Brian Wilson/Gary Usher) – 2:13
6. "Fun, Fun, Fun" – 2:18
7. "I Get Around" – 2:12
8. "Don't Worry Baby" – 2:51
9. "When I Grow Up (To Be A Man)" – 2:02
10. "Wendy" – 2:22
11. "Little Honda" – 1:51
12. "Dance, Dance, Dance" – 1:58
13. "All Summer Long" – 2:05
14. "Do You Wanna Dance" (Bobby Freeman) – 2:18
15. "Help Me, Rhonda" – 2:45
16. "California Girls" – 2:38
17. "The Little Girl I Once Knew" (Brian Wilson) – 2:36
18. "Barbara Ann" (Fred Fassert) – 2:05

### The Very Best of The Beach Boys Vol. 2
Minden dal Brian Wilson/Mike Love szerzemény kivéve ahol jelölve van.
1. "You’re So Good to Me" – 2:13
2. "Then I Kissed Her" (Phil Spector/E. Greenwich/J. Barry) – 2:15
3. "Sloop John B" (tradicionális, Brian Wilson) - 2:56
4. "God Only Knows" (Brian Wilson/Tony Asher) – 2:49
5. "Wouldn't It Be Nice" (Brian Wilson, Tony Asher, Mike Love) - 2:22
6. "Here Today" (Brian Wilson, Tony Asher) - 2:52
7. "Good Vibrations" – 3:35
8. "Heroes and Villains" (Brian Wilson, Van Dyke Parks) – 3:37
9. "Wild Honey" – 2:37
10. "Darlin'"  – 2:12
11. "Country Air" – 2:20
12. "Here Comes The Night" – 2:41
13. "Friends" (Brian Wilson, Carl Wilson, Dennis Wilson, Alan Jardine) – 2:30
14. "Do It Again" – 2:18
15. "Bluebirds Over The Mountain" (Ersel Hickey) - 2:51
16. "I Can Hear Music" (Jeff Barry/Ellie Greenwich/Phil Spector) - 2:36
17. "Break Away" (Brian Wilson, Murry Wilson) - 2:56
18. "Cottonfields" (Huddie Ledbetter) - 2:21

A The Very Best of The Beach Boys (Capitol BBTV 1867191, Capitol BBTV 1867201) az 1. helyig jutott és 24 hetet töltött a listán.